# Lucky Luciano
Charles "Lucky" Luciano (născut Salvatore Lucania; 24 noiembrie 1897 – 26 ianuarie 1962) a fost un gangster american născut în Sicilia, Italia. Luciano este considerat părintele crimei organizate moderne în Statele Unite ale Americii, deoarece a împărțit orașul New York în sfere de influență între familii diferite de crimă organizată (Bonano, Colombo, Gambino, Genovese si Lucchese). 
Dacă la început aceste grupări infracționale acționau haotic și pe cont propriu, Luciano are "meritul" de a le uni pentru a acționa la unison. Prin urmare, Luciano fondează prima "Comisie" unde se luau toate deciziile importante în legatură cu activitățile noii organizații mafiote. Conducătorii celor 5 familii participau la Comisie și aveau, cel puțin în teorie, drepturi egale, însă Luciano devenise în scurtă vreme "cel mai egal" dintre toți aceștia, patronând mai mult sau mai puțin noua organizație.
De asemenea, a avut un rol esențial, împreună cu partenerul său, Meyer Lansky, în dezvoltarea mai târziu a Sindicatului Național de Crimă pe întreg teritoriul Statele Unite ale Americii.

## Începutul vieții
Născut Salvatore Lucania (n. 11/24 noiembrie 1897, Lercara Friddi, Italia - d. 26 ianuarie 1962, Napoli, Italia) a fost cel mai cunoscut și influent cap mafiot al secolului al XX-lea, fondatorul organizației criminale Cosa Nostra.
Părinții lui Luciano erau Antonio și Rosalia Lucania care locuiau în Lercara Friddi, Sicilia, Italia, un oraș cunoscut în principal pentru minele de sulf. El a avut patru frați: Bartolomeo (n. 1890), Giuseppe (n. 1898), Filippia (n. 1901) și Concetta (n. 1903). El a rămas în istorie drept cel mai vestit "cap" al mafiei siciliene din Statele Unite ale Americii. Dar aria sa de influență s-a extins și în Europa și în Cuba. Peste tot a fost temut, în multe locuri a fost respectat; mulți l-au urât, însă s-au găsit și câțiva care l-au îndrăgit sincer.

## Debutul în lumea crimei organizate
Nascut în 1897 în Sicilia și venit în SUA în 1906, împreună cu familia sa, Salvatore Lucania - rebotezat mai târziu Charles Luciano - a fost unul dintre miile de italieni cărora epoca prohibiției le-a oferit prilejul de a se îmbogăți făcând comerț ilegal cu băuturi alcoolice. În 1919, când a intrat în vigoare legea prohibiției, Luciano, a cărui familie se stabilise la New York într-un cartier locuit mai ales de evrei, a început să lucreze pentru Arnold Rothstein, supranumit Creierul, un important personaj în lumea crimei organizate, care văzuse în prohibiție un excepțional prilej de a-și dezvolta afacerile. El a clădit un imperiu al comerțului clandestin, pe care l-a condus ca pe un business de mare anvergură, depășind faza primitivă a atacării camioanelor cu băutură de către gangsteri mascați. Luciano a învățat de la el multe. În 1920, Luciano s-a asociat cu Frank Costello și Vito Genovese - alți doi mari "afaceriști" de origine italiană, punând bazele propriei sale afaceri: a înființat o firmă de transport, cărăușind tot felul de mărfuri - ceea ce îi oferea acoperirea perfectă pentru treburile cele mai profitabile - transporturile ilegale de alcool. În 1925, cei trei erau cei mai importanți jucători din New York pe piața neagră a băuturilor spirtoase. Importau whisky direct din Scoția și din Canada și rom din Caraibe. Și, datorită legăturilor sale cu alte importante personaje din lumea interlopă, Luciano devenise un membru de seamă al mafiei din New York.
În anii 20, Luciano devenise un soi de aghiotant al unui vestit "cap" mafiot, Giuseppe Masseria - "Joe the Boss". Acesta era un mafiot de modă veche, care ținea mult la păstrarea idealurilor de tradiție, onoare, respect și demnitate - lucruri importante în sistemul de valori al mafioților italieni din vechea gardă. Nu lucra decât cu italieni și chiar și pe aceștia îi privea cu suspiciune dacă nu erau sicilieni. Luciano însă era tânăr și, împreună cu alți mafioți din generația sa, avea alte idei. Nu-l interesa originea celor cu care lucra, atâta vreme cât din afacere ieșeau bani, așa că nu-l deranja deloc să lucreze cu Frank Costello, pe care bătrânii mafioți îl priveau bănuitor, fiindcă era din Calabria. Ca urmare a conflictului de idei din cadrul clanului Masseria, Luciano a început să se gândească serios să scape de vârstnicii mafioți retrograzi, care îi puneau bețe în roate cu ideile lor învechite. În anul 1929, Luciano a fost ținta unei încercări de asasinat: a fost răpit din stradă, băgat într-o mașină, bătut, înjunghiat și aruncat pe o plajă. În chip incredibil, a supraviețuit, ceea ce i-a și adus porecla de Lucky (Norocosul); a rămas, de pe urma rănilor, cu o cicatrice foarte vizibilă și cu o deformare a pleoapei ochiului drept, ceea ce, adăugat la semnele lăsate de vărsatul de care suferise în copilărie, îi dădeau o înfățișare destul de respingătoare. Luciano a aflat, ulterior, că atentatul fusese pus la cale de Salvatore Maranzano, conducătorul unui clan rival, dușman al lui Masseria. Și totuși, tocmai cu acest Maranzano a încheiat Luciano mai târziu, o înțelegere; urma să-l ajute pe Maranzano să-l elimine pe Giuseppe Masseria, iar Maranzano urma, în schimbul acestui serviciu, să-l numescă pe Lucky Luciano adjunctul său la conducerea organizației Maranzano. În urma acestui pact, s-a declanșat un război între clanuri, război care, din 1928 până în 1931, a avut ca rezultat moartea a 60 de oameni, din ambele tabere. În cele din urmă, în 1931, Masseria a fost împușcat într-un restaurant, iar Luciano a ajuns, conform înțelegerii cu Maranzano, secundul acestuia. Maranzano a pus bazele sistemului cunoscut sub numele de Cele Cinci Familii (care reprezintă și azi nucleul mafiei siciliene din New York, mai cunoscută în cultura populară sub numele de Cosa Nostra), afirmând că uniunea se va baza pe drepturi egale pentru toți. Și totuși, setea de mărire l-a împins la excese: la o adunare a celor cinci familii, Maranzano s-a autoproclamat "capo di tutti capi", adică șeful suprem al alianței, ceea ce însemna că toți ceilalți "capi" ai familiilor mafiote italiene din țară ar fi trebuit să-l recunoască drept conducător. Lucru care, firește, i-a nemulțumit profund pe ceilalți șefi mafioți. Luciano însuși s-a simțit trădat. Întâmplarea i-a întărit hotărârea de a îi elimina pe bătrânii "dinozauri", șefii vârstnici și despotici ai mafiei siciliene, pentru a-și pune în practică propriile idei de afaceri. Era rândul lui Maranzano să fie trădat. Pentru a scăpa de Maranzano, Luciano a apelat la ajutorul lui Meyer Lansky, un personaj mafiot important, dar rămas destul de misterios, de vreme ce a jucat un rol încă prea puțin cunoscut și înțeles chiar și în ziua de azi. Lansky, deși evreu și membru al mafiei evreiești din New York, a fost implicat într-o măsură importantă în afacerile mafiei italiene și în războaiele interne ale acesteia. Lansky a pus, așadar, la cale asasinarea lui Salvatore Maranzano, chiar în ziua în care acesta, care aflase de planurile lui Luciano, chemase un asasin plătit, pentru a-l angaja să-l ucidă pe Luciano. Ucigașii trimiși de Luciano și Lansky l-au ciuruit pe Maranzano cu gloanțe și lovituri de cuțit cu doar câteva minute înainte de întâlnirea lui cu cel care ar fi urmat să-l elimine pe Luciano.

## Apogeul și decăderea lui Luciano
Lucky Luciano a ajuns, astfel, în vârful ierarhiei mafiei italiene din New York. Cu Meyer Lansky alături, ca mâna sa dreaptă, și conlucrând cu ceilalți capi mafioți, Lucky Luciano a început să dirijeze afacerile și să impună regulile în lumea interlopă. Jocuri de noroc, pariuri, prostituție, comerț cu droguri, camătă, taxe de protecție - Lucky Luciano era amestecat în toate acestea, după cum era implicat și în mișcarea sindicală, controlând astfel și afaceri legale de construcții, transporturi și altele. Luciano a desființat titlul de capo din tutti capi, știind că acesta crea tensiuni și resentimente între familii. A vrut să desființeze și ceremonialul pompos al primirii noilor membri în organizație, dar prietenul și consilierul sau, Meyer Lansky, l-a sfătuit să-l mențină, argumentând că tinerii au nevoie de ritualuri pentru a se simți legați de grup. A reorganizat, practic, din temelii mafia italiană, transformând-o într-o rețea de grupuri de afaceri ale cărei supraviețuire și succes se bazează în mare măsură pe legăturile familiale și pe un cod de conduită, cu reguli stricte. Aceasta este organizația care supraviețuiește și astăzi, implicată în viața socială, de afaceri și, după toate probabilitățile, și politică, a Americii moderne. Datorită unui termen cu origini încă obscure, dar mult vehiculat în presă, organizația e numită, în mod obișnuit, Cosa Nostra ("treaba noastră"), deși nu e întotdeauna clar dacă acest termen desemnează întreaga mafie italiană sau doar pe cea siciliană.
Luciano a înființat, în 1931, Comisia - un soi de "sfat" al mafiei, adunarea restrânsă în care se luau hotărârile, alcătuită din cei mai importanți oameni din cadrul fiecărei familii. Iar influența lui Lucky Luciano devenise atât de mare încât, în ciuda acestei aparente conduceri democratice, el domnea ca un rege asupra regatului mafiot new yorkez. Domnia lui a fost însă de scurtă durată. A fost luat în colimator de procurorul Thomas E. Dewey, care a început să-l urmărească înverșunat și să adune probe împotriva lui. În 1936, Dewey a reușit să obțină condamnarea lui Luciano la zeci de ani de închisoare. Încarcerat într-un penitenciar de maximă securitate din localitatea Dannemora, Luciano a reușit totuși să conducă în continuare afacerile familiei sale mafiote cu ajutorul "directorului său executiv", Vito Genovese, mai târziu Frank Costello. În afară de asta, și-a folosit influența pentru a organiza construirea, în incinta penitenciarului, a unei biserici.

## Colaborarea cu guvernul SUA
Se găsea încă în închisoare când a izbucnit al Doilea Război Mondial. Autoritățile americane știau că Luciano avea legături strânse cu mafia din Italia și mai ales cu cea din Sicilia. Iar americanii aveau, în Europa, interese importante, căci urmau să participe la operațiunile de debarcare ale aliaților. Deși multe detalii sunt încă neclare, istoricii afirmă că a existat o înțelegere între Luciano și guvernul american, vizând implicarea mafiei pentru a facilita operațiunile armate ale aliaților în Italia continentală și în Sicilia. În 1946, după încheierea războiului, Luciano și-a primit recompensa pentru ajutorul dat forțelor aliate: a fost eliberat, cu condiția de a părăsi SUA și a se întoarce pentru totdeauna în Sicilia. S-a întors, așadar, în insula sa de origine dar, în ciuda angajamentului luat față de americani, de a rămâne permanent acolo, nu s-a putut ține departe de lumea afacerilor mafiote din America. S-a dus, în secret, în Cuba, încercând să recapete controlul asupra operațiunilor mafiei italiene din America. Între timp, a pus pe picioare niște afaceri cu cazinouri, sub oblăduirea președintelui cubanez, generalul Fulgencio Batista, care încasa și el o parte din profituri. Prin intermediul vechiului său prieten Meyer Lansky, Luciano i-a adunat la Havana pe conducătorii mafioți din new York; Lansky i-a dus acolo fără știrea lor, sub pretextul de a-i duce la un concert al lui Frank Sinatra. Întâlnirea a durat câteva zile, având pe ordinea de zi trei chestiuni: comerțul cu heroină, afacerile cu cazinouri din Cuba și soarta lui Bugsy Siegel. Acesta, la fel ca și Lansky, avusese legături cu mafia evreiască, dar "cariera" sa se dezvoltase ca urmare a colaborării cu mafia italiană. Siegel fusese asociat cu Luciano în comerțul ilegal cu alcool din anii prohibiției și luase parte la asasinarea lui Joe Masseria din ordinul lui Luciano. Dar mafia considera acum că Siegel nu îi slujea bine interesele în ceea ce privește construirea și gestionarea uriașului hotel-cazinou Flamingo, din Las Vegas, așa că intenționa să scape de el. După mai multe amânări datorate intervenției lui Lansky, care păstra încă legături de prietenie cu Siegel, mafia a luat, în cele din urmă, hotărârea de a-l înlătura. Bugsy Siegel a fost ucis în 1947, într-o casă din Beverly Hills.

## Moartea
Când americanii au aflat că Luciano se găsește în Cuba, acesta a fost obligat să se întoarcă în Italia. A continuat să trăiască aici, împreună cu Igea Lissoni, o dansatoare italiană cu 20 de ani mai tânără ca el, de care se îndrăgostise după întoarcerea în italia. A locuit la Roma, apoi la Napoli, unde devenise o importantă notabilitate a orașului. Sub masca unui cetățean onorabil și membru al înaltei societăți, Luciano își continua operațiunile de trafic de heroină. Ducea dorul Americii și nu s-a consolat niciodată de faptul că fusese silit s-o părăsească. Lucky Luciano a murit în 1962, ca urmare a unui atac de cord, pe aeroportul internațional din Napoli, unde se dusese, se spune, pentru a se întâlni cu un producător de film, care dorea să facă un film despre viața lui. Din cauza condițiilor speciale în care avuseseră loc eliberarea lui din închisoare și deportarea sa în Italia, abia după zece ani de la moarte rămășițele sale pământești au putut fi aduse în America, pentru a fi îngropate într-un cimitir din cartierul new yorkez Queens. La înmormântarea sa au participat peste 2.000 de oameni. O mulțime de filme produse încă din anii '60 l-au avut drept personaj, mai mult sau mai puțin important, iar pentru acest an, a fost anunțată lansarea unui film biografic despre viața sa, numit Ultimul testament al lui Lucky Luciano.
Deși acum, la mai bine de jumătate de secol de la moartea sa, putem afirma cu certitudine că nu a fost cel mai bogat gangster al vremii, a fost și este cu siguranță cel mai influent gangster din istorie.
Legăturile sale nu s-au limitat niciodată la Statele Unite, ci și Europa, Asia, Australia. Arealul său cuprindea toate activitățile infracționale importante: prostituție, jocuri de noroc, trafic de droguri, spălare de bani etc.